# Marienkathedrale (Akrê)
Die Marienkathedrale, Mart Meryem oder Kathedrale der Jungfrau Maria (arabisch كاتدرائية مريم العذراء) ist eine Kirche oberhalb der irakischen Stadt Akrê/Aqra, die 1695 erstmals erwähnt wurde. Sie ist die Kathedrale des Bistums Aqra der Chaldäisch-katholischen Kirche.

## Standort
Die Chaldäisch-katholische Marienkathedrale steht auf 799 m Meereshöhe am Berghang nördlich oberhalb und mit Blick hinunter auf die Stadt Akrê, die sich im Schnitt auf 665 m Meereshöhe befindet.

## Geschichte
Es ist nicht bekannt, wann die Marienkirche über Akrê errichtet wurde, doch wurde sie erstmals 1695 erwähnt. Anfangs gehörte das Gotteshaus der Assyrischen Kirche des Ostens, fiel aber später an die mit Rom unierte Chaldäisch-katholische Kirche. Um 1890 war die Kirche eine Ruine, und die Gottesdienste fanden in einem Privathaus statt. Der in Alqosch geborene Bischof von Akrê Paul Cheikho, der später Patriarch von Babylon wurde, ließ die Kirche 1955 neu bauen, ebenso wie den Bischofssitz, eine neue Schule und das Kloster der Schwestern von St. Katharina.

## Architektur
Die Marienkathedrale über Akrê nimmt am Berghang eine Grundfläche von 100 m² ein. Sie ist eine dreischiffige Basilika, deren Decke von vier Paaren frei stehender zylindrischer Pfeiler getragen wird. Über dem Mittelschiff ist die Decke geringfügig höher als über den Seitenschiffen. Der Hochaltar mit seinen Stufen an der Ostwand der Kirche ist zerstört. Der südliche Nebenaltar ist teilweise in Trümmern, und einen nördlichen gibt es nicht.

## Bistum und Bischof
Die Chaldäisch-katholische Marienkathedrale über Akrê ist Sitz des 1960 errichteten chaldäisch-katholischen Bistums Akrê (Dioecesis Akrensis). Im Jahre 2018 hatte das Bistum Akrê 1414 Gläubige in 4 Pfarreien mit 2 Priestern. Die Zahl der Gläubigen schwankte erheblich: Im Jahre 1958 waren es 1636, im Jahre 1999 nur 176 und ab 2009 wieder über 1000. Seit dem 26. Juli 1998 ist der Bischofssitz vakant. Letzter Zaxoer Bischof war vom 23. April 1980 bis zu seinem Tod am 25. Juli 1998 der am 9. April 1916 in Irak geborene Abdul-Ahad Rabban. Seit 1999 ist Youhanna Issa Apostolischer Administrator.